# Taboo (série de televisão)
Taboo é uma série televisiva de drama britânica produzida pela produtora londrina Scott Free em parceria com a Hardy Son & Baker e distribuída pelas emissoras BBC One e FX. A série estreou no Reino Unido pela BBC One em 7 de janeiro de 2017 e, posteriormente, estreou nos Estados Unidos na FX em 10 de janeiro do mesmo ano. Em março, um mês após seu lançamento, Taboo foi renovada para uma segunda temporada. Kristoffer Nyholm e Anders Engrstöm dirigiram, na primeira temporada, quatro episódios cada um. A trilha sonora ficou por conta de Max Richter. 

## Contexto
Baseado em história escrita por Tom Hardy e seu pai Edward "Chips" Hardy, a série de oito episódios foi criada por Steven Knight e começa em 1814, com James Keziah Delaney (interpretado por Tom Hardy) retornando a Londres com 14 diamantes roubados após passar 12 anos na África, para o funeral de seu pai, Horace Delaney, . De herança, seu pai deixa-lhe um terreno conhecido como Nootka Sound[ligação inativa], desejado pelos Estados Unidos, que estava em guerra contra a Inglaterra. Delaney rompe os acordos que sua meia-irmã,  Zilpha Geary, havia feito com a East India Company (Companhia Britânica das Índias Orientais) , o que dá início a disputas de poder que ocorrem ao longo da série.

## Elenco

### Principal
- Tom Hardy como James Keziah Delaney.
- Leo Bill como Benjamin Wilton, oficial de registros da East Indian Company.
- Jessie Buckley como Lorna Bow, viúva de Horace Delaney, pai de James.
- Oona Chaplin como Zilpha Geary, meia-irmã de James.
- Mark Gatiss como o príncipe do Reino Unido, George IV.
- Stephen Graham como Atticus, informante de James.
- Jefferson Hall como Thorne Geary, marido de Zilpha e corretor de seguros.
- David Hayman como Brace, serviçal leal à James.
- Edward Hogg como Michael Godfrey, minute taker(secretário responsabilizado pela contagem do tempo nas reuniões) da East India Company.
- Michael Kelly como Dr. Edgar Dumbarton, físico americano no St. Bartholomew's Hospital em Londres e espião.
- Jonathan Pryce como Sir Stuart Strange, presidente da East India Company.
- Jason Watkins como Salomon Coop, secretário particular da coroa inglesa (responsável por conselhos e pela comunicação entre a coroa e os governos).
- Nicholas Woodeson como Robert Thoyt, procurador de James.

### Coadjuvantes
- Edward Foxx como Horace Delaney, pai de James e dono de uma companhia de navios em Londres.
- Franka Potente como Helga von Hinten.
- Ruby-May Martinwood como Winter, sacerdote de Helga.
- Scroobius Pip como French Bill, assistente de Atticus.
- Fiona Skinner como Brighton, membra da gangue de Atticus.
- Christopher Fairbank como Ibbotson, caseiro da fazenda de James.
- Richard Dixon como Edmund Pettifer, responsável pela África na East Indian Company.
- Roger Ashton-Griffiths como Abraham Appleby, da East Indian Company.
- Tom Hollander como Dr. George Cholmondeley, químico e cientista.
- Marina Hands como Condessa Moungrove, espiã-chefe americana em Londres.
- Danny Ligairi como Martinez, amigo polonês de James.
- Lucian Msamati como George Chichester, advogado da Sons of Africa.
- Louis Ashbourne Serkis como Robert, filo ilegítimo de James.

## Transmissão
O primeiro episódio foi lançado dia 7 de Janeiro de 2017, pela BBC One, no Reino Unido. Dia 10 de Janeiro, a FX o transmitiu para o público estadunidense. Nos Estados Unidos, o primeiro episódio alcançou um público de 1.8 milhões, em uma pontuação de 0.6 na taxa entre 18 e 49 anos  Arquivado em 12 de janeiro de  2017, no Wayback Machine.. A média de espectadores por episódio no país foi de 1.33 milhões e uma pontuação de 0.4. A média aumentou para 5.8 milhões após o fim da temporada com a soma de visualizações em outras plataformas, os replays, novos espectadores e transmissões ao vivo  Arquivado em 27 de setembro de  2017, no Wayback Machine..

## Recepção
A série tem em sua maioria um público favorável, com críticas orbitando a performance de Tom Hardy, a estética do seriado e o aspecto lento com que a história se desenrola . No site Rotten Tomatoes, a série possui 55 revisões da temporada, e tem como consenso dos visitantes da página que: "Após um começo lento, Taboo se mantém sobre um drama nebuloso, misterioso, e muitas vezes brutal que tem muitas promessas como série, evidente pela atuação excepcionalmente assistível de Tom Hardy". Entre a audiência, ainda segundo o site, 92% gostaram da série com uma pontuação média de 4.5/5.
Bel Lawrence, do The Telegraph, premiou a série com 3/5 estrelas, constatando que a força de Taboo é que, apesar de unir aspectos de filmes de velho oeste, da máfia e até do romancista Charles Dickens, ainda parece e faz o espectador experimentar algo completamente original . Sam Wolaston, do The Guardian, notou que, enquanto alguns diálogos fazem você recuar, a atuação e a presença de Hardy na tela mais que compensa .
Paul MacIness, também do The Guardian, comenta em seu artigo Tom Hardy's Taboo and the magical art of TV frustrate-watching, publicado pouco mais de um mês após o lançamento do primeiro episódio, que a série adentra um grupo de séries que se encaixam no perfil da arte mágica do Frustrate-Watching, séries estas que, apesar de desafiadoras e impactantes, frustra o espectador da mesma maneira. Nas palavras de Paul, "Raro é um seriado onde, caso eu realmente me comprometa, preciso pretender que certas coisas não aconteceram."